# Viola angustifolia
Viola angustifolia Phil. è una specie di pianta appartenente alla famiglia Violaceae.
La specie è endemica della Regione Metropolitana di Santiago in Cile.